# DeepSeek
DeepSeek (kineski: 深度求索; pinyin: Shēndù Qiúsuǒ) kineska je tvrtka za umjetnu inteligenciju koja razvija modele otvorenog koda velikih jezika (LLM). Sa sjedištem u Hangzhouu, u Zhejiangu, u vlasništvu je i financira ga kineski hedge fond „High-Flyer”, čiji je suosnivač, Liang Wenfeng, osnovao tvrtku 2023. godine i obnaša funkciju njezinog izvršnog direktora.
Model DeepSeek-R1 daje odgovore usporedive s drugim suvremenim modelima velikih jezika, kao što su OpenAI GPT-4o i o1. Obučava se po znatno nižoj cijeni — navedeno na 6 milijuna američkih dolara u usporedbi sa 100 milijuna dolara za OpenAI-jev GPT-4 2023. i zahtijeva desetinu računalne snage usporedivog LLM-a. DeepSeekovi modeli umjetne inteligencije razvijeni su usred sankcija Sjedinjenih Država Indiji i Kini za Nvidijine čipove, koje su imale za cilj ograničiti sposobnost ovih dviju zemalja da razviju napredne sustave umjetne inteligencije.
DeepSeek je 10. siječnja 2025. objavio svoju prvu besplatnu chatbot aplikaciju, temeljenu na modelu DeepSeek-R1, za iOS i Android; do 27. siječnja, DeepSeek-R1 je nadmašio ChatGPT kao najčešće preuzimana besplatna mobilna aplikacija na iOS App Storeu u Sjedinjenim Državama, uzrokujući pad cijene Nvidijine dionice za 18 %. Uspjeh DeepSeeka protiv većih i etabliranijih suparnika opisan je kao „preokret umjetne inteligencije”, predstavljajući prvi pokušaj u onome što se pojavljuje kao „globalna svemirska utrka umjetne inteligencije”.
DeepSeek svoje generativne algoritme umjetne inteligencije, modele i detalje o obuci čini otvorenim kodom, dopuštajući da njegov kod bude besplatno dostupan za korištenje, modificiranje, pregledavanje i dizajniranje dokumenata za potrebe izgradnje. Tvrtka snažno zapošljava mlade istraživače umjetne inteligencije s vrhunskih kineskih sveučilišta i zapošljava izvan područja računalnih znanosti kako bi diverzificirala znanje i sposobnosti svojih modela.